# Триноженко Арсеній Сергійович
Арсеній  Триноженко також відомий під ніком «ceh9»  (народився 3 січня 1989, Львів, УРСР) — український кіберспортсмен, професійний гравець в Counter-Strike та Counter-Strike: Global Offensive, колишній гравець команди Natus Vincere, колишній тренер та аналітик команди Pro100, стрімер й коментатор.

## Біографія
Арсеній народився у Львові 3 січня 1989 року. Навчався майбутній кіберспортсмен у Львівській школі № 17, яку закінчив у 2005 році. Того ж року вступив до Львівської політехніки на факультет прикладної математики. З дитинства відвідував заняття з англійської мови, дзюдо, карате та плавання. У сім'ї завжди був комп'ютер, тому Арсеній вже з малку грав у комп'ютерні ігри. Спочатку це були різні багатожанрові ігри, такі як Pac-Man і Heroes of Might and Magic. Його першим комп'ютерним ігровим турніром став турнір по Need for Speed: Porsche Unleashed, коли батько привів його до комп'ютерного клубу під назвою «NAZGUL» — найбільшого комп'ютерного клубу 2000-х в Україні. Хоча Арсеній не виграв призів, проте тут розпочалася його кіберспортивна кар'єра.

## Кар'єра

### Старт кар'єри
Перші кроки до кіберспорту Арсеній зробив у тому ж клубі «NAZGUL». Тоді він ще грав під ніком «esenin». Першим колективом в якому esenin став чемпіоном Львову була команда NumbazZ. У 2009 році Арсеній переходить у нову команду — KerchNET, де знайомиться з Сергієм Іщуком, також відомим під ніком «starix». У тому ж році команда виборола перше місце на Asus Cup Winter 2009. Через деякий час його виганяють з команди й він знайомиться з Данилом Тесленком, який надалі стане його тіммейтом у команді Natus Vincere.

### Кар'єра в Natus Vincere
У 2009 році меценат Мурат Жумашевич, також відомий як «Arbalet», фінансує створення команди Arbalet.UA, яка згодом перейменувалася в Natus Vincere. В цей момент esenin змінює свій нікнейм на «ceh9» — спрощення імені «Арсеній» на мові leet, і долучається до першого складу команди. Разом із командою він стає кількаразовим чемпіоном Counter-Strike виграючи три головних турніри протягом року. У 2013 Арсеній завершує свою кар'єру гравця, проте не покидає кіберспорт. Він стає стрімером та коментатором.

### Кар'єра тренера
5 грудня 2018 року стає тренером команди pro100, але через низькі результати команди, вже через чотири місяці покидає пост тренера.

### Кар'єра коментатора
З 2013 року, після закінчення кар'єри, Арсеній почав займатися аматорським коментуванням матчів CS: GO на своїх трансляціях. Зараз працює професійним коментатором в студії Maincast.